# Дзвеняче
Дзвеня́че — село в Україні, у Тетіївській міській громаді Білоцерківського району Київської області. Розташоване за 8 км на захід від міста Тетіїв та за 5 км від зупинного пункту Друцька. Населення становить 312 осіб (станом на 1 липня 2021 р.). 

## Історія
Виникло в останній чверті XVII ст. Назва села пішла від слова дзвін.

## Галерея

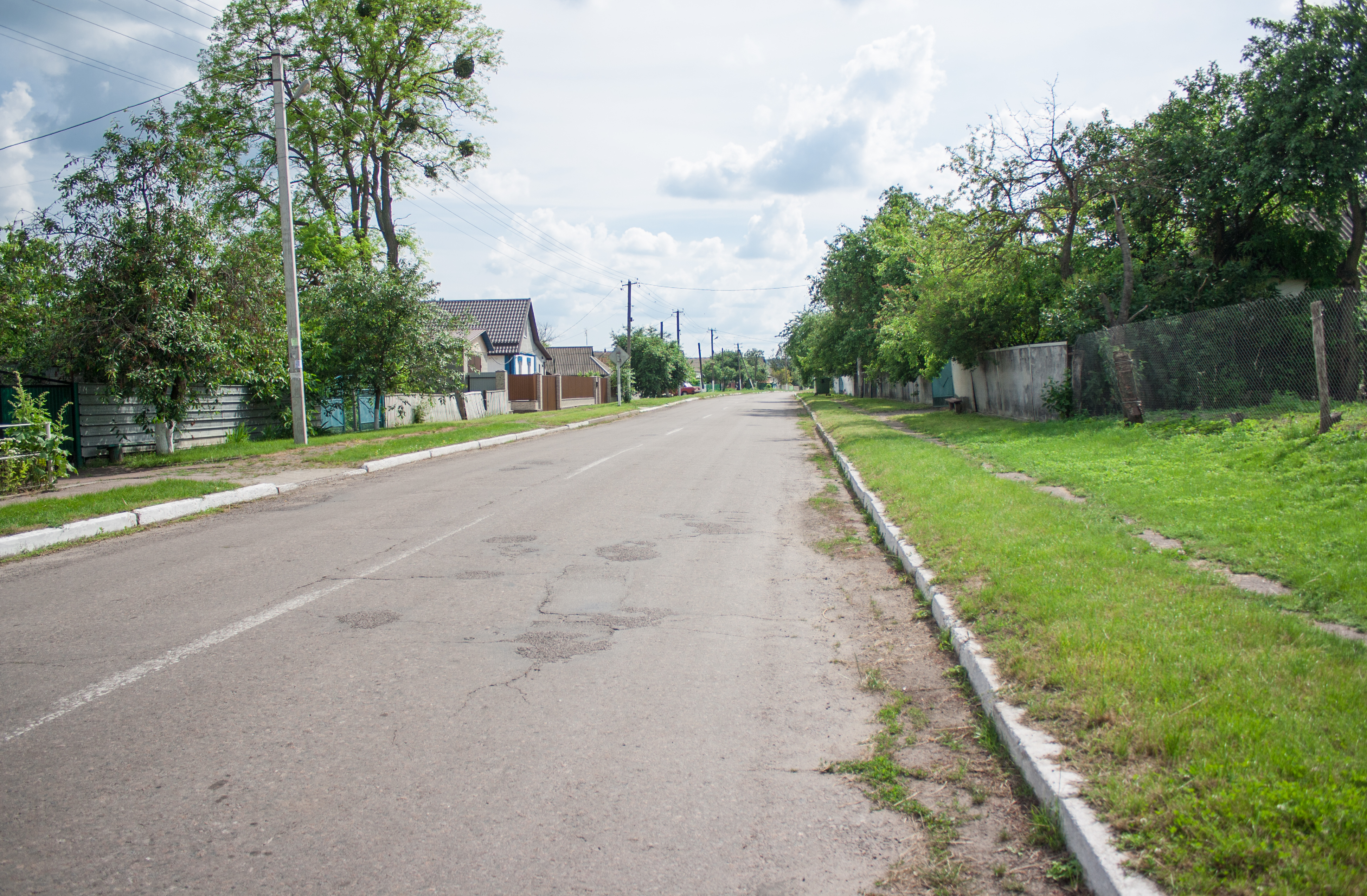
Вулиця Центральна
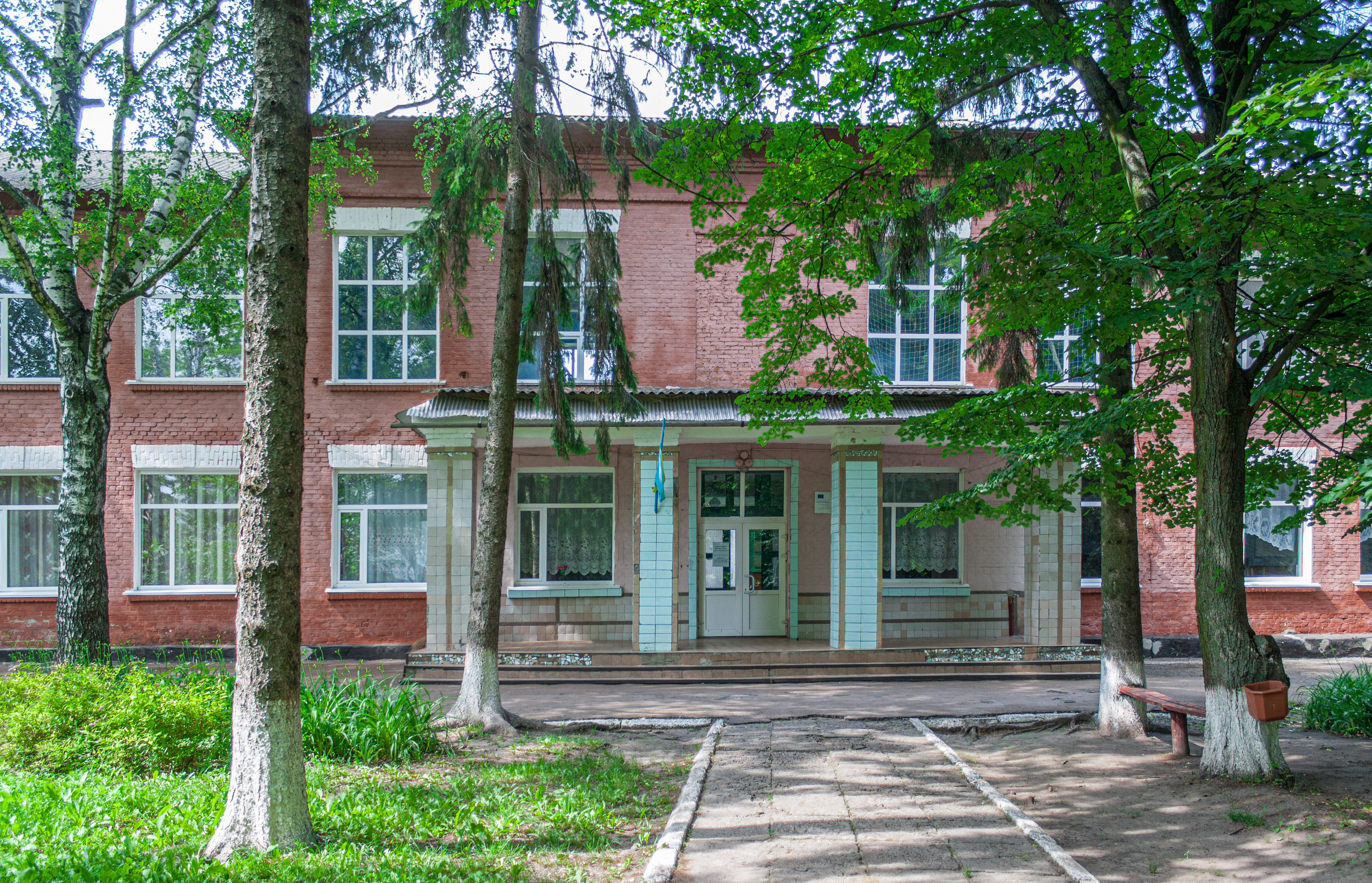
Школа
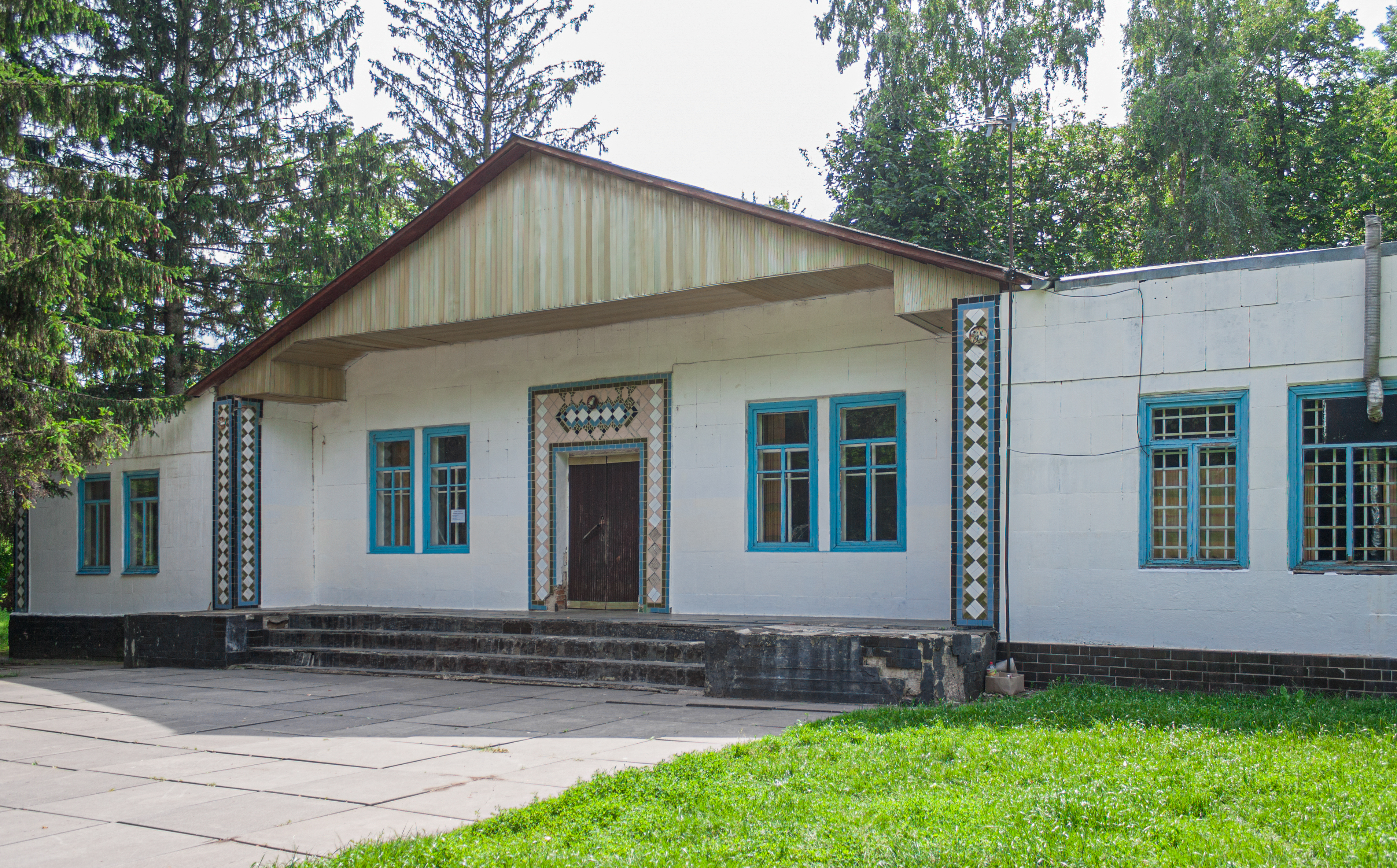
Будинок культури
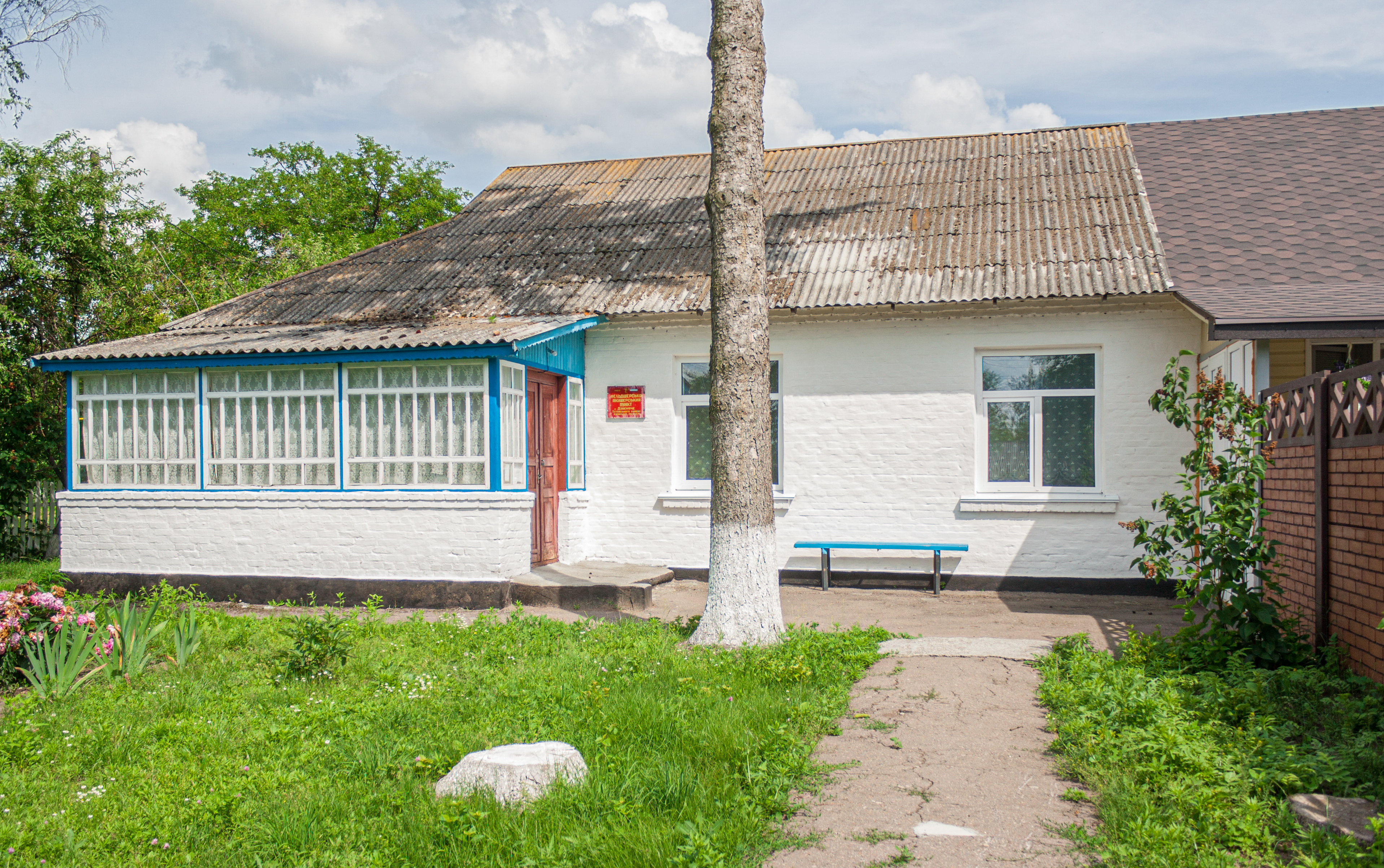
ФАП
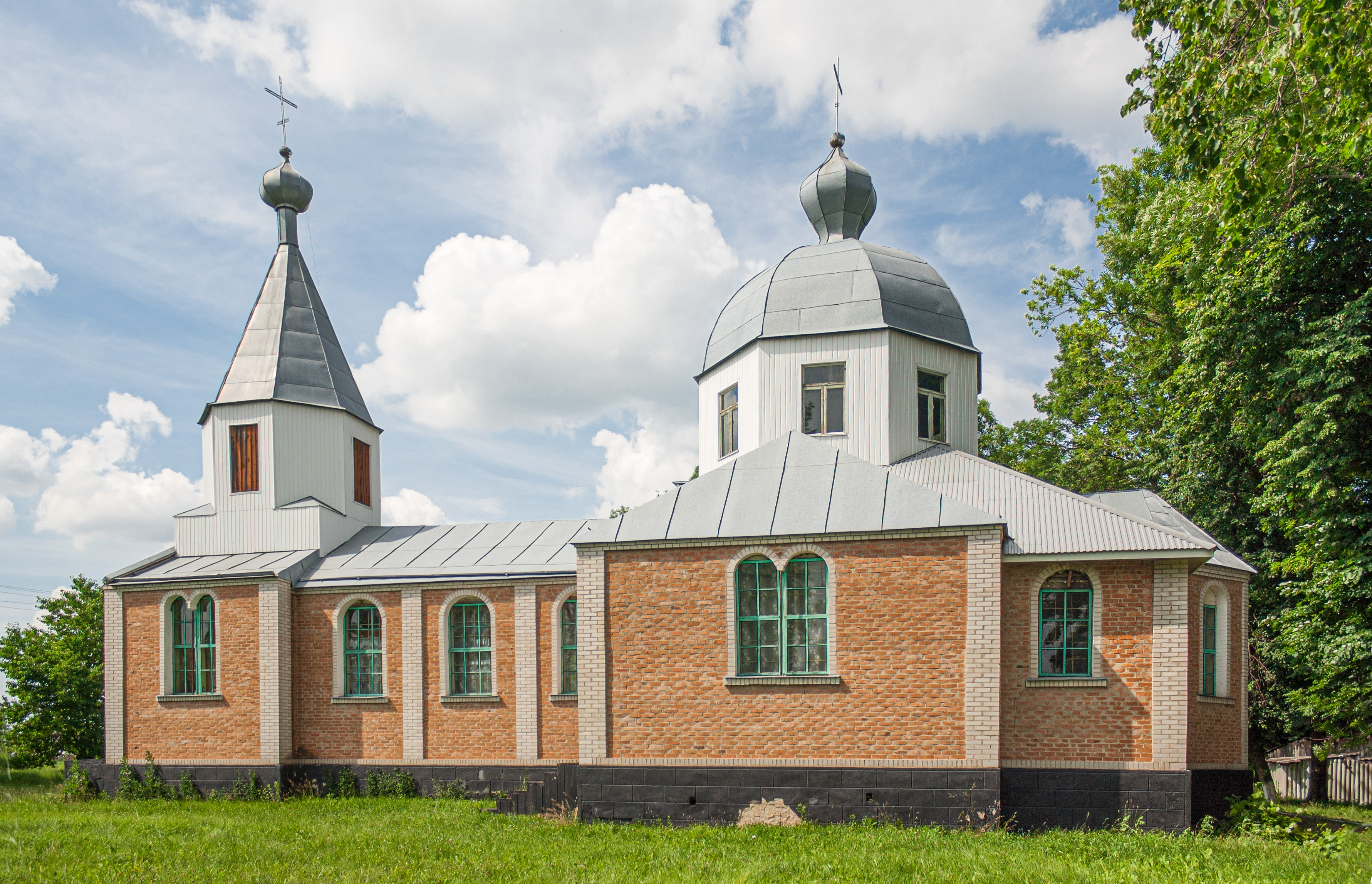
Церква
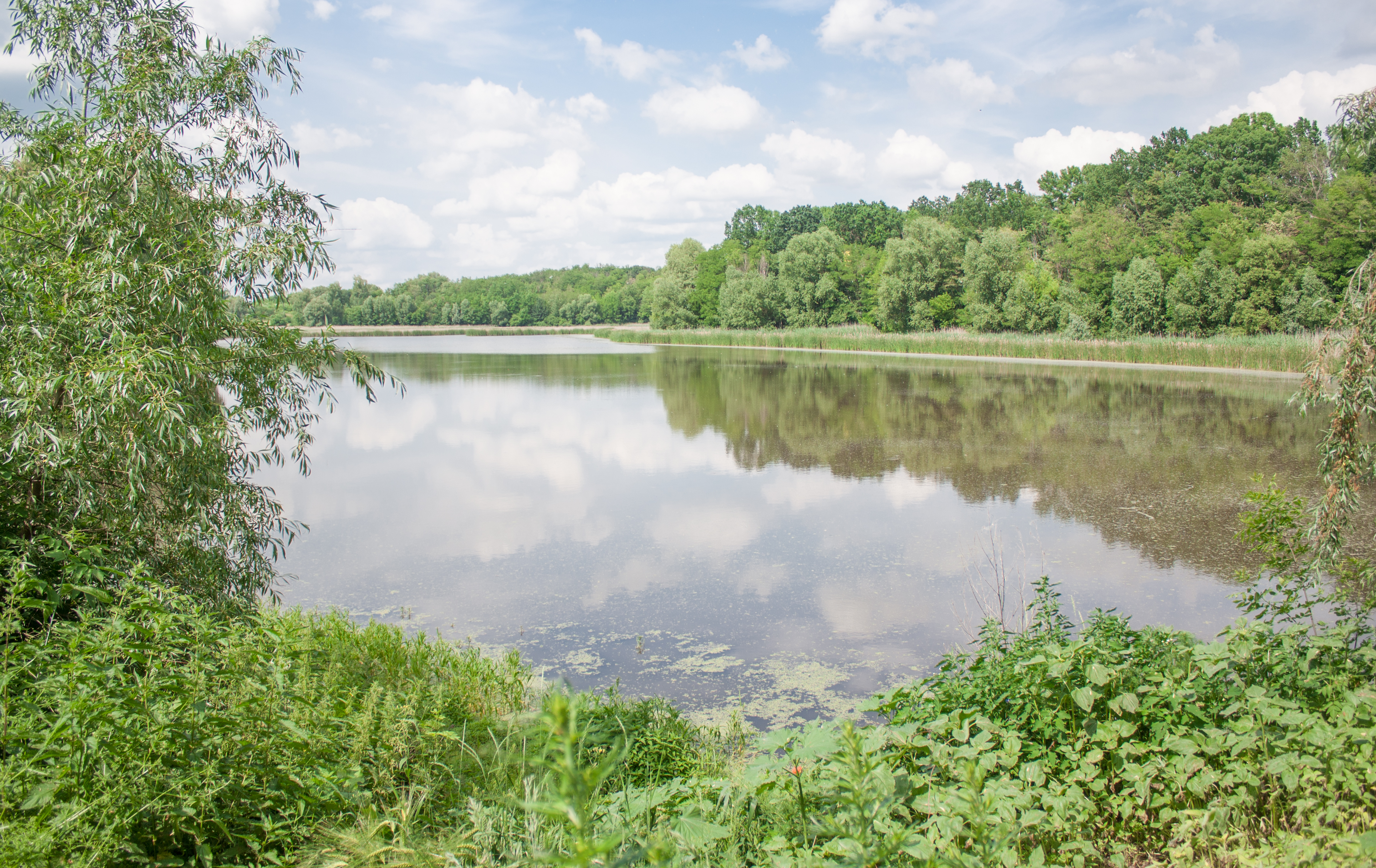
Ставок
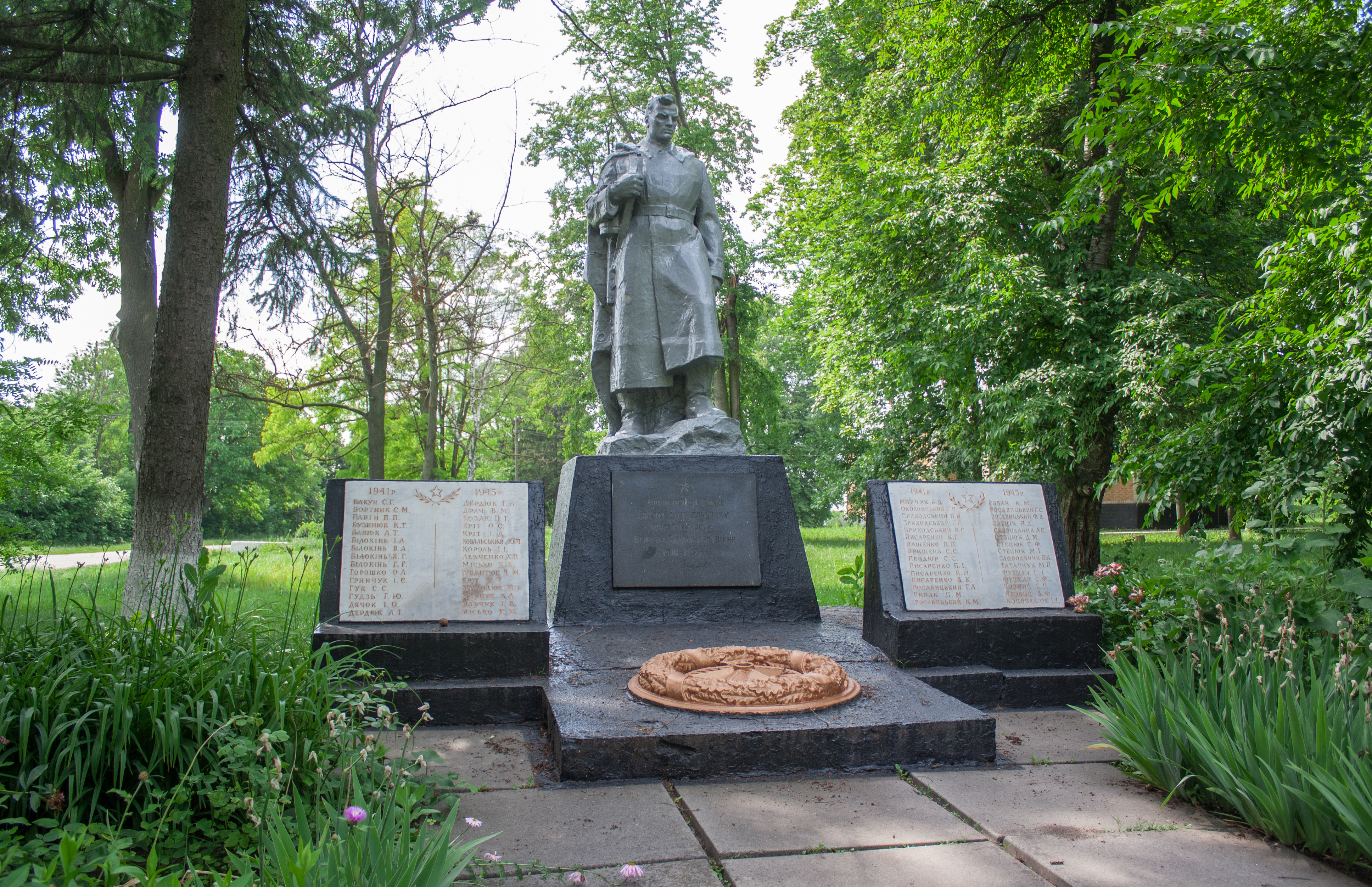
Пам'ятник воїнам-односельцям
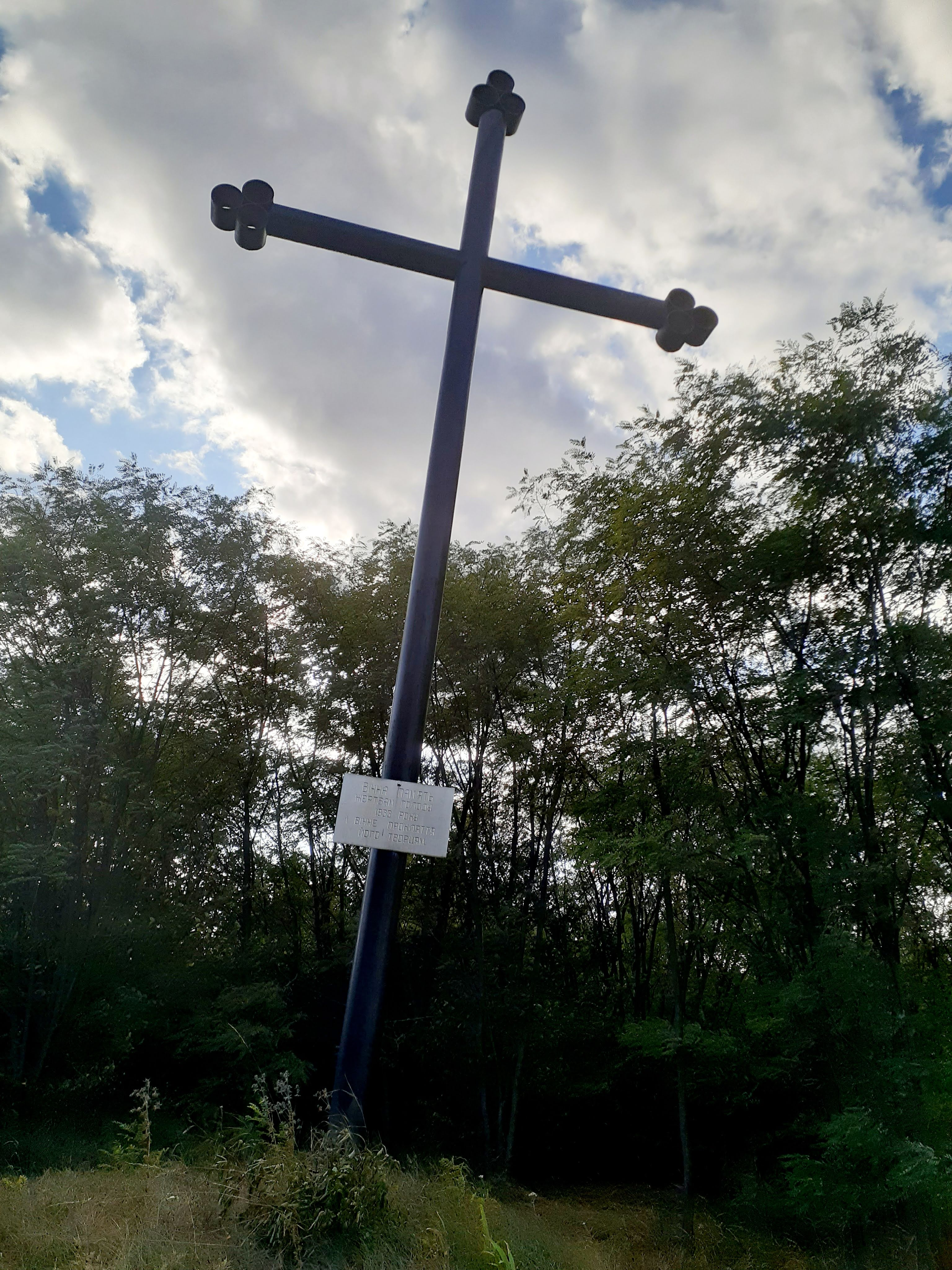
Пам'ятний знак жертвам Голодомору